# NGC 1337
NGC 1337 je galaksija u zviježđu Eridan.

## Vanjske poveznice
- SEDS: NGC 1337